# Tao đàn Chiêu Anh Các

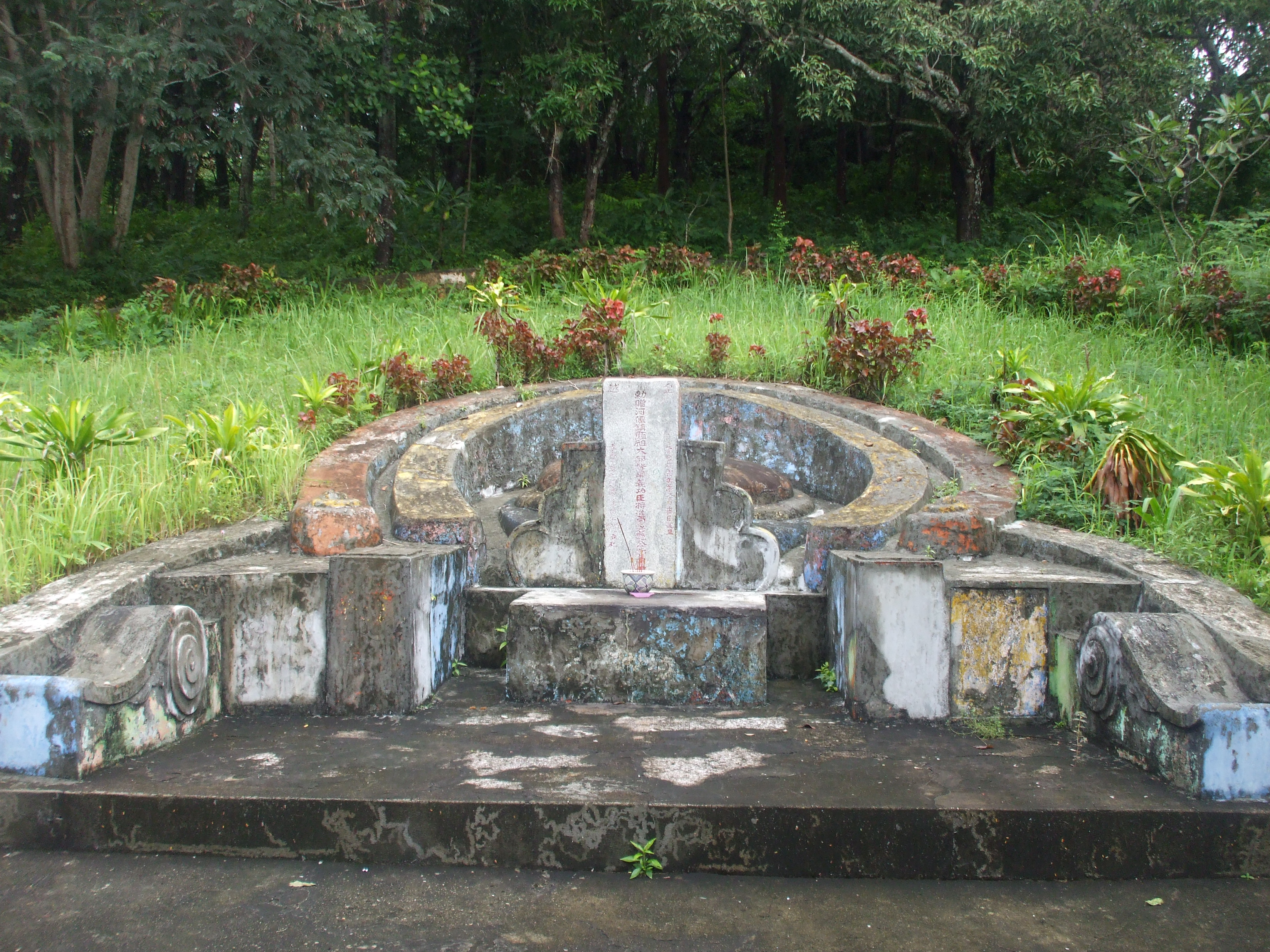
Nơi an nghỉ của Mạc Thiên Tứ, nguyên soái Tao đàn Chiêu Anh Các, trên núi Bình San.

Tao đàn Chiêu Anh Các, gọi tắt là Chiêu Anh Các do Trần Trí Khải tự Hoài Thủy, một danh sĩ người Việt Đông (Trung Quốc) sáng lập, và Mạc Thiên Tứ (1708-1780) làm Tao đàn nguyên soái, ra đời vào năm 1736 ở Hà Tiên (nay thuộc tỉnh Kiên Giang), Việt Nam.
Đây không chỉ là một tổ chức gần giống như hội Tao đàn Nhị thập bát Tú của vua Lê Thánh Tông (1442-1497), mà còn là nơi thờ Khổng Tử, nơi chiêu tập các bậc hiền tài và giúp đỡ (nhà Nghĩa học) cho những thiếu niên ưu tú theo đuổi nghiệp văn, nghiệp võ.

## Giới thiệu

### Ra đời
Từ thời Mạc Cửu, sách Đại Nam liệt truyện Tiền biên đã ghi nhận: 
(Mạc) Cửu về Trấn (Hà Tiên) dựng thành quách, đặt liêu tá, làm nhiều nhà khách để đón tiếp hiền tài.
Kế thừa giềng mối của cha, Mạc Thiên Tứ cũng dựng gác Chiêu Anh để thờ Tiên thánh và làm nơi đón tiếp hiền tài.
Sách "Hà Tiên trấn, Hiệp trấn Mạc thị gia phả" (gọi tắt Mạc thị gia phả) do Vũ Thế Dinh. biên soạn năm 1818, chép:
Ông (Mạc Thiên Tứ) phú tánh trung lương, nhân từ nghĩa dõng, toàn vẹn tài đức, lại tinh thông sách vở và văn thơ của Bách gia chư tử… Ông có dựng Chiêu Anh Các để thờ Tiên Thánh, và dùng lễ vật hậu hĩ để đón mời người tài giỏi. Từ bên nhà Thanh, cả các bậc tuấn tú các nước khác nghe tiếng ông đều tụ hội đến ngày một đông.
Trong số danh sĩ "nghe tiếng mà đến", Mạc Thiên Tứ kể, "có thầy Trần Hoài Thủy từ Việt Đông vượt biển đến đây. Ta đãi làm thượng tân. Mỗi khi hoa sớm trăng đêm, ngâm vịnh chẳng thôi. Nhân, đem "Hà Tiên thập cảnh" trình cho tri kỷ. Thầy Trần dựng cơ Tao đàn, mở hội phong nhã...
Đó là năm Bính Thìn (1736). 

### Nhân sự
Thi sĩ Đông Hồ, người có nhiều năm nghiên cứu và gắn bó với Hà Tiên đã cho biết: 
Đời Hồng Đức có lập tao đàn là một tổ chức văn học rất hoàn bị. Cách tổ chức Chiêu Anh Các cũng gần y như vậy. Nhân vật tao đàn Hồng Đức có Nhị thập bát tú, Chiêu Anh các có số người nhiều hơn. Có sách chép 32, nhưng có sách chép 36. Số 36 vị này gọi là tam thập lục kiệt, tức 36 vị kiệt sĩ, mà trong số đó có thập bát anh là 18 vị anh hoa xuất chúng, nên có câu thơ rằng:
Tài hoa lâm lập trú Phương thành
Nam Bắc hàm vân thập bát anh.
Dịch nghĩa:
Tài hoa ở Phương thành (Hà Tiên) đông như rừng
Việt Nam và Trung Quốc đều xưng tụng 18 vị anh tài.
Trong số đông đảo đó, có người ở tại Hà Tiên; có người từ Thuận Quảng (tức Thuận Hóa và Quảng Nam), Gia Định; có những người ở tận Trung Hoa, phần nhiều là người hai tỉnh Quảng Đông, Phước Kiến; vì hâm mộ thanh danh Chiêu Anh Các, cảm mến phong lưu tài vận đất Hà Tiên mà tìm đến.
Trong Kiến văn tiểu lục, Lê Quý Đôn viết rằng Chiêu Anh các có 32 vị, ngoài Mạc Thiên Tứ chủ xướng nên Hà Tiên thập vịnh, còn có 
- 25 nhà thơ người Hoa (Trung Quốc) là: Chu Phác, Ngô Chi Hãn, Lý Nhân Trường, Đơn Bỉnh Ngự, Vương Sưởng, Phương Minh, Lộ Phùng Cát, Từ Hiệp Phỉ, Lâm Duy Tắc, Từ Huyễn, Lâm Kỳ Nhiên, Trần Duy Đức, Từ Đăng Cơ, Thang Ngọc Sùng, Trần Tự Phát, Hoàng Kỳ Trân, Chu Cảnh Dương, Trần Thụy Phượng, Trần Tự Lan, Trần Dược Uyên, Trần Minh Hạ, Trần Diễn Tứ, Tôn Thiên Trân, Tôn Thiên Thụy, Tôn Quý Mậu,
- 6 vị người Việt (Việt Nam) là: Trịnh Liên Sơn, Phan Thiên Quảng, Nguyễn Nghi, Trần Trinh, Đặng Minh Bản và Mạc Triều Đán.

31 vị sau viết 120 bài thơ họa lại Hà Tiên thập vịnh .

### Tác phẩm
Hiện chỉ mới biết được:

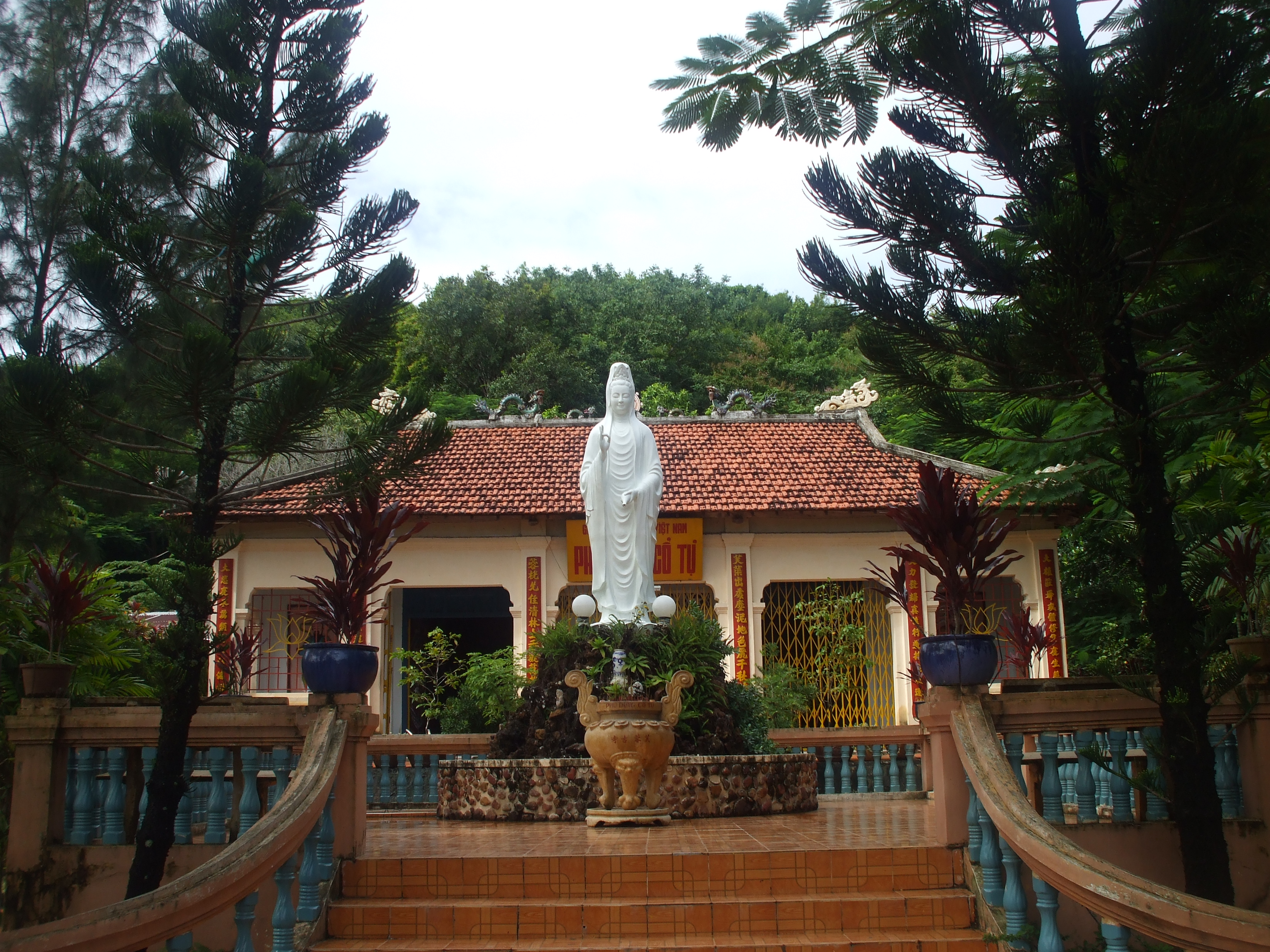
Chùa Phù Dung, Hà Tiên.

- Hà Tiên thập vịnh: Đây là tập thơ đầu tiên được Tao đàn này cho khắc bản in tại Hà Tiên năm 1737, do chính chủ soái Tao đàn là Mạc Thiên Tứ xướng thơ & đề tựa, Trần Trí Khải & Dư Tích Thuần[8] viết lời bạt. Tác phẩm có cả thảy 320 bài thơ chữ Hán của 32 tác giả, vịnh mười cảnh đẹp của Hà Tiên. Năm 1755, Nguyễn Cư Trinh (1716-1767) vào Nam giao thiệp với họ Mạc, đã họa thêm 10 bài nữa, nhưng vì làm sau nên không có trong tập.
- Hà Tiên thập cảnh khúc vịnh, gồm 10 bài đoạn thơ chữ Nôm vịnh mười cảnh đẹp của Hà Tiên do Mạc Thiên Tứ sáng tác. Tập thơ dài 422 câu liên ngâm vừa lục bát gián thất vừa Đường luật bát cú, liên hành. Chính tác phẩm này đã gợi ý cho Nguyễn Cư Trinh sáng tác "Quảng Ngãi thập nhị cảnh".
- Thụ Đức Hiên tứ cảnh (hay Tứ cảnh hồi văn Thụ Đức Hiên) theo Lê Quý Đôn thì có 88 bài thơ của 32 tác giả, họa 4 bài thơ hồi văn[9] vịnh phong cảnh bốn mùa của Hà Tiên do Mạc Thiên Tích sáng tác. Sách đã được khắc in, trong khoảng thời gian với Hà Tiên thập vịnh, hiện đã thất lạc chỉ còn 9 bài in trong Kiến văn tiểu lục của Lê Quý Đôn.
- Minh bột di ngư gồm bài phú "Lư Khê nhàn điếu" hơn trăm câu và 32 bài thơ luật Đường bằng chữ Hán. Tập thơ được Trịnh Hoài Đức phát hiện, rồi cho khắc in. Đây là tập thi họa rất quý, chẳng những về phương diện sử liệu, văn học, còn quý về mỹ thuật, về bút tích của các danh bút trong nhóm Chiêu Anh Các.[10]

Ngoài ra, theo Trịnh Hoài Đức, trong bài Tân tự được viết năm Minh Mạng thứ hai (1921) in trong tập Minh bột di ngư, thì Chiêu Anh Các còn có các bộ sách: Hà Tiên vịnh vật thi tuyển, Châu Thị Trinh liệt tặng ngôn, Thi truyện tặng Lưu tiết phụ và Thi thảo cách ngôn vị tập.

### Thụ Đức Hiên

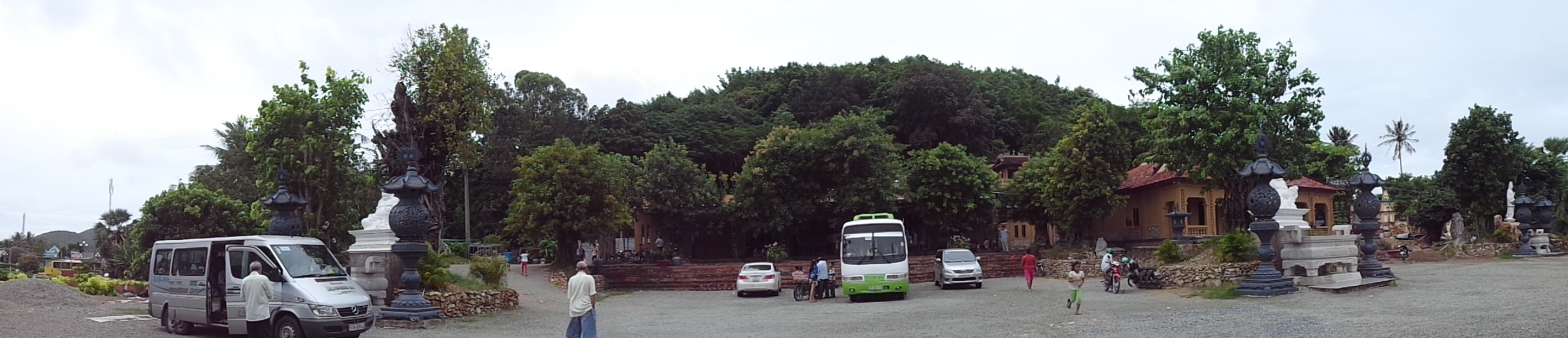
Toàn cảnh chùa Phù Dung dưới chân núi Bình San Hà Tiên.

Theo Mạc thị gia phả, thì năm 1736, Mạc Thiên Tích "dựng gác Chiêu Anh để thờ Tiên thánh (thờ Khổng Tử) và làm nơi đón tiếp hiền tài. 
Cuối bài tựa đề cho tập Hà Tiên thập vịnh, Mạc Thiên Tứ cho biết "Thượng tuần của tháng cuối mùa hạ, năm Đinh Tỵ (1737)" ông đã "tự tay viết bài tựa ở Thụ Đức Hiên" (thư phòng ở đền thờ Thánh Đức, tức Khổng Tử).
Dù vẫn còn có người tỏ ý nghi ngờ, có hay không ngôi nhà riêng dành cho Chiêu Anh Các, nhưng theo nghiên cứu của Trương Minh Đạt (người Hà Tiên), nhờ 9 bài thơ trong tập Thụ Đức Hên tứ cảnh còn sót lại (chép trong Kiến văn tiểu lục của Lê Quý Đôn, nhất là bài thơ của ông Trần Diệu Liên, người Trung Quốc, đã mô tả khá rõ vị trí của tòa nhà); nhờ những phế tích vẫn còn ở chùa Phù Dung, ông Đạt đã khẳng định vị trí "Thụ Đức Hiên tại Đền Khổng Tử xưa, trải qua bao biến cố, nay chính là nơi tọa lạc của chùa Phù Dung".

### Nhận xét

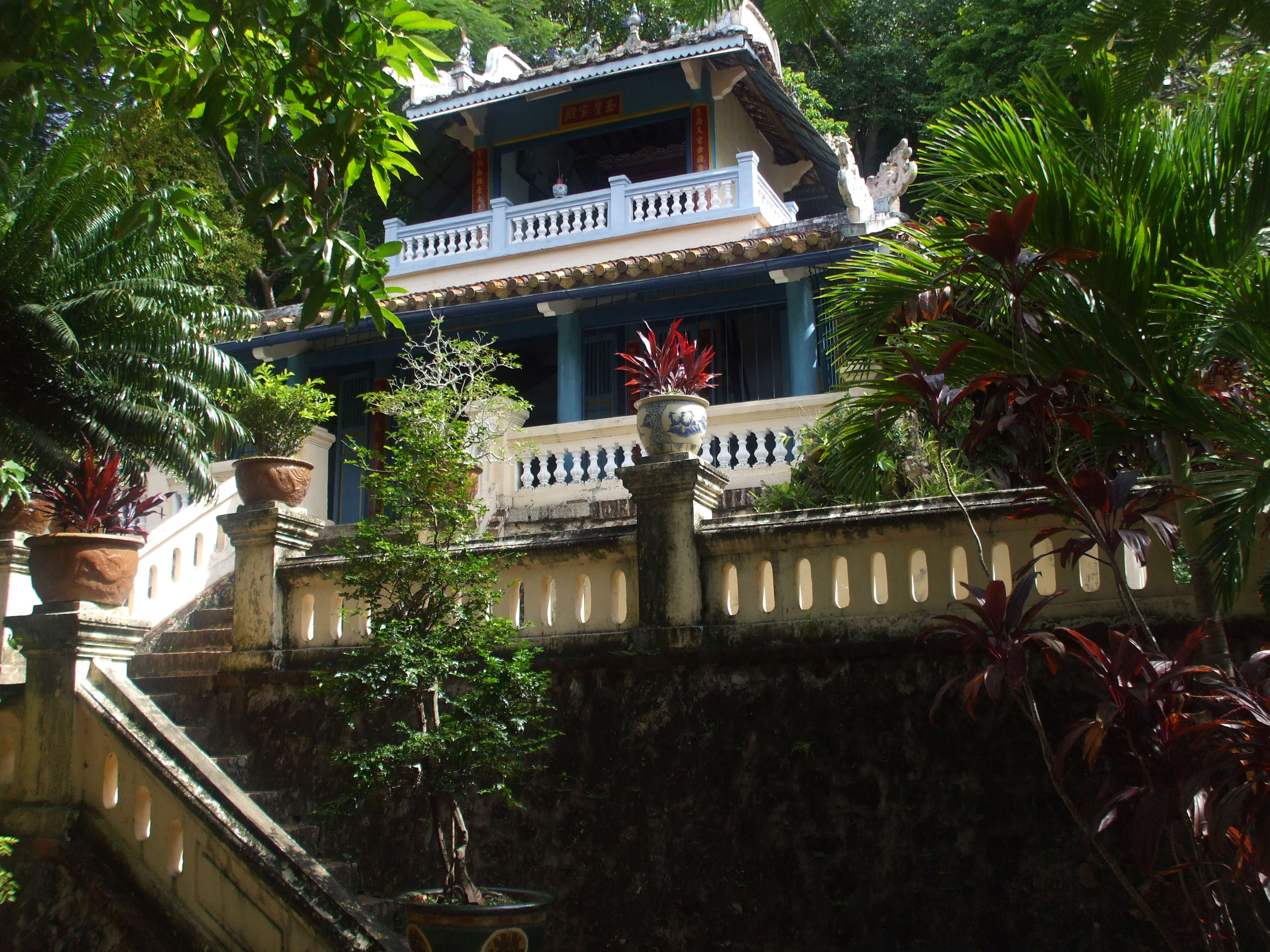
Điện Ngọc Hoàng, ngay sau chính điện chùa Phù Dung.

Như ý nghĩa của tên gọi, đây là một tổ chức có mục đích chiêu tập và mời gọi anh tài. Những việc làm của tổ chức này đã được sử thần nhà Thanh chép trong sách Thanh văn hiến thông khảo như sau:
Cảng khẩu quốc (ý nói Hà Tiên), ở về biển phía Tây Nam...Vua (nước đó) họ Mạc, vua hiện thời là Thiên Tích duyên cách thế thứ chưa khảo biết được. Phong tục ở đó, trọng văn học, hiếu thi thư. Trong nước có dựng miếu Khổng Tử, vua và người trong nước đều kính thờ. Có nhà nghĩa học, tuyển chọn con em tuấn tú, cùng là học trò nghèo khó, đều đem về truyền dạy. Những người Hán đến ở trong nước mà thông hiểu kinh sử thì đón vào làm thầy dạy. Cho nên con em đều hay giỏi cả...
Bàn về mục đích này, GS. Lê Đình Kỵ đã viết:
Hà Tiên là vùng đất mới tạo lập, do những người giàu nghị lực, có chí tiến thủ, không bằng lòng với thói ỷ lại, ngồi không ăm bám, tin tưởng ở khả năng và sức sáng tạo của quần chúng. Bản thân công việc khai khẩn và bảo vệ lãnh thổ đòi hỏi những người lãnh đạo phải biết dựa vào dân. Họ Mạc đã chăm lo chiêu hiền đãi sĩ, đào tạo nhân tài ngay từ hàng ngũ của những người không thuộc giai cấp thống trị, có chính sách và biện pháp dân chủ nhất định nhằm khuyến khích việc khai khẩn làm ăn, ổn định đời sống cho cư dân của mình và lôi kéo nhân dân các nơi khác về mình
Trích thêm nhận xét của:
Nhà bác học Lê Quý Đôn (1726-1784):
Năm Vĩnh Hựu, Bính Thìn (1736) Mạc Thiên Tích (tức Mạc Thiên Tứ) kế tập tước cha (Mạc Cửu) chiêu mộ văn sĩ, yêu chuộng từ chương, phong lưu tài vận, nổi tiếng một cõi...Không thể bảo rằng ở hải ngoại xa xôi không có văn chương vậy. 
Danh sĩ Trịnh Hoài Đức (1765-1825): 
...Các vị nối bước nhau mà đến, mở Chiêu Anh Các gom góp thư tịch, thường ngày cùng các chư Nho thảo luận, có đề Hà Tiên thập cảnh, người thù họa rất đông, văn chương bắt đầu rực rỡ ở chỗ góc biển chân trời..." 
Thi sĩ Đông Hồ:
Lạ lùng thay, cách nay hơn hai thế kỷ, ở góc Hà Tiên diệu viễn, đã có một tướng quân thi sĩ con cháu Minh Hương, làm được những câu thơ tiếng Việt lọc lõi trau chuốt đến vậy.
GS. Nguyễn Huệ Chi: 
Thơ văn Chiêu Anh Các hầu hết là thơ đề vịnh thiên nhiên. Tính chất ước lệ, phong cách khoa trương, sự thị vị hóa cảnh vật và thông qua cảnh vật mà phơi bày tâm trạng thỏa mãn với hiện thực, của những người may mắn cai quản một vùng đất nước...
Tuy vẫn còn những sáng tác mang tính chất sách vở, khuôn sáo, nhưng chúng vẫn thể hiện được những tình cảm lạc quan yêu đời của những tâm hồn gắn bó với cuộc sống, niềm tự hào về đời sống hòa bình, no đủ và tinh thần trách cùng ý chí muốn gìn giữ nơi biên cương sao cho yên ổn, giàu mạnh. Sắc thái tích cực đó đã làm cho nhiều bài thơ mang được vẻ đẹp chân thực, giản dị, đạt đến cái nhã đạm của văn chương cổ điển..
GS. Lê Đình Kỵ, trong một bài viết, đã nêu lên hai ý:
- Những bài thơ có mặt (trong những tác phẩm của nhóm Chiêu Anh Các) không có giọng thở than, u hoài hay tiêu diêu thoát tục, thây kệ sự đời như thường thấy trong thơ văn của xã hội phong kiến xuống dốc.
- Hà Tiên là miền đất khai phá cuối cùng thể hiện ý chí đấu tranh khắc phục thiên nhiên, bảo vệ giang sơn bờ cõi. Đất nước và con người ở trong thế đi lên, tràn đầy sức sống, nên thơ văn ít bị hạn chế bởi hệ tư tưởng thống trị...mà thấm đượm tình quê hương đất nước, ý chí độc lập tự cường của những người lãnh đạo đầy chí tiến thủ và nhân dân Hà Tiên cần cù khoát đạt.

Nhà thơ Ngô Minh ghi nhận công lao: 
Mạc Thiên Tích vịnh bằng thơ chữ Hán rồi, lại làm thêm Hà Tiên Quốc âm thập cảnh vịnh bằng chữ quốc ngữ song thất lục bát. Chứng tỏ thi sĩ này rất thạo tiếng Việt của mẹ mình. Đọc thơ thấy Mạc Thiên Tích là một ngòi bút lão luyện, tung tẩy chữ nghĩa ngang dọc. Sau đó, tập thơ Hà Tiên thập vịnh gửi đi khắp nơi và được 66 thi sĩ khắp nước và cả Trung Quốc họa vần gửi về Hà Tiên được in khắc.
Tao đàn Chiêu Anh Các do Mạc Thiên Tích chủ xướng đã xuất bản tới 7 tập sách chữ Hán và một tập thơ chữ Nôm 10 bài họa 10 cảnh Hà Tiên xen những khúc ngâm song thất lục bát dài 422 câu rất điêu luyện. Hoạt động văn chương như thế ngang tầm với một đô thị lớn hiện nay.

## Kết
Nhà văn Nguyễn Hiến Lê viết:

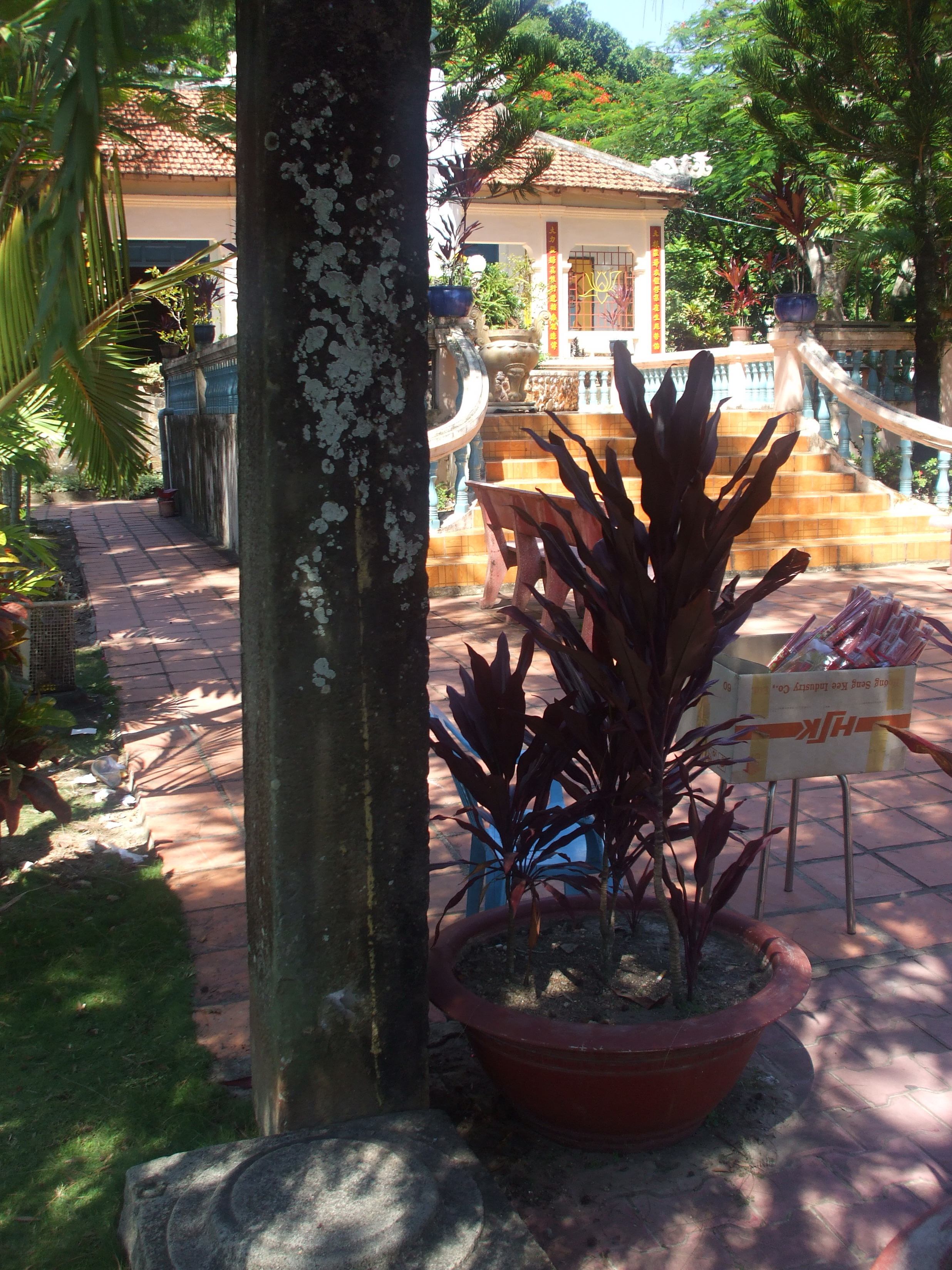
Cột đá và chân táng bằng đá, dấu vết của một công trình xưa ở chùa Phù Dung.

Trong xứ (Hà tiên) có miếu thờ Khổng Tử mà từ vương (tức Mạc Thiên Tứ) đến dân ai cũng thờ. Có một nhà nghĩa học dạy các thanh niên ưu tú, nghèo không thể tự túc theo học được. Những người Trung hoa sang đây mà có khả năng văn học thì mới được mời đến đó dạy học…
Trong khi đó đừng nói chi Gia Định, ngay cả ở Thuận Hóa cũng chẳng có một thi đàn nào cả. Sự kiện ấy quả thực chưa hề xảy ra trong lịch sử văn học (Việt). Ta thử tưởng tượng một nhóm người di cư qua một nước tuy là đồng văn nhưng vẫn là lạ, dựng nghiệp ở một nơi hẻo lánh nhất, mà chỉ nữa thế kỉ sau, làm cho nơi đó thành một đất văn vật nhất trong cõi, góp công vào văn học xứ đó bằng chữ của mình và bằng cả thổ ngữ, thì có lạ không chứ!
Tiếc thay nền văn học Hà tiên bừng lên rực rỡ được có ba mươi mốt năm; đến năm 1771 , Hà Tiên bị quân Xiêm đánh chiếm, Thiên Tích phải chạy về Gia Định. Chiêu Anh Các tan rã, sách vở bị tiêu hủy; năm 1778 Thiên Tích phải trốn tránh Tây Sơn, qua Xiêm, và hai năm sau, 1780, ông tuẫn tiết ở kinh đô Xiêm; từ đó Hà Tiên cũng cùng họ Mạc mà suy tàn. Trích Đất Hà Tiên với họ Mạc và họ Lâm